# Initiative populaire « pour la sauvegarde de nos eaux »
L'initiative populaire  « pour la sauvegarde de nos eaux » est une initiative populaire suisse, rejetée par le peuple et les cantons le 17 mai 1992.

## Contenu
L'initiative propose d'ajouter un article 24octies à la Constitution fédérale pour instaurer une protection intégrales des cours d'eau « qui sont encore en grande partie dans leur état originel ». L'initiative prévoit également l'assainissement des cours d'eau et des lacs ainsi que la réduction des possibilités de prélèvement de l'eau pour la fabrication d'énergie.
Le texte complet de l'initiative peut être consulté sur le site de la Chancellerie fédérale.

## Déroulement

### Contexte historique
Le 7 décembre 1975, l'ajout dans la Constitution d'un article 24bis qui unifie l'ensemble des mesures pour tous les domaines relevant de l'économie de l'eau. Cet article est mis en œuvre dans le cadre de trois textes différents, à savoir la loi sur la protection des eaux du 8 octobre 1971, la loi sur la police des eaux du 22 juin 1877 et la loi sur l'utilisation des forces hydrauliques du 22 décembre 1916.
Dans le but de centraliser les textes liés à l'utilisation de l'eau et de clairement définir la répartition des tâches entre la Confédération et les cantons, une commission d'étude est mise en place en 1978 ; son travail est suivi, en 1982, par la création d'une commission chargée de préparer la révision de la loi sur la protection des eaux qui comble certains manques dans la loi précédente et réduit les subventions en cas de catastrophe en instaurant le principe du « pollueur-payeur ».
Parallèlement, un comité formé de représentants de plusieurs associations de protection de l'environnement lance cette initiative pour trois motifs principaux qui sont l'accroissement de la pollution des rivières, le manque de base légale pour la « protection quantitative des eaux » et le manque de volonté politique pour légiférer dans ce domaine.

### Récolte des signatures et dépôt de l'initiative
La récolte des 100 000 signatures nécessaires a débuté le 31 mai 1983. Le 9 octobre de l'année suivante, l'initiative a été déposée à la chancellerie fédérale qui l'a déclarée valide le 8 novembre.

### Discussions et recommandations des autorités
Le parlement et par le Conseil fédéral ont recommandé le rejet de cette initiative. Dans son messages aux Chambres fédérales, le gouvernement juge celle-ci trop unilatérale, en particulier dans ses restrictions d'exploitation des cours d'eau. Il évalue à plusieurs milliards de francs les indemnités qui devraient être versées pour répondre à l'exigence visant à réduire le volume d'eau utilisé par les usines hydroélectriques.
Le gouvernement présente de plus la nouvelle loi sur la protection des eaux comme contre-projet indirect à l'initiative. Cette loi, présentée en votation le même jour que l'initiative, est également approuvée par le comité d'initiative qui recommande un double oui.

### Votation
Soumise à la votation le 17 mai 1992, l'initiative est refusée par la totalité des 20 6/2 cantons (soit tous à l'exception de celui de Uri) et par 62,9 % des suffrages exprimés. Le tableau ci-dessous détaille les résultats par cantons :

## Effet
Présentée à la votation le même jour que l'initiative, la nouvelle loi sur la protection des eaux est pour sa part approuvée  par 66,1 % des votants.